# 단성교육
단성교육(單性敎育, 영어: Single-sex education, Single-gender education, Same-gender education, Selective-gender education, Gender-Isolated education) 또는 남녀분리 교육(男女分離敎育), 남녀별학(男女別學)은 남녀공학의 반대적 개념으로, 남녀학생을 나눠서 교육하는 체계 또는, 오직 한 성별만을 대상으로 하는 교육을 뜻한다.

## 국가별

### 대한민국
현재 대한민국에서의 단성교육은 주로 중학교와 고등학교에서 이루어진다. 초등학교는 1960년대 이후로 학생 수 감소로 단성교육을 실시하는 학교가 없게 되었다.
그러다가 1990년대 부터 남녀 공학의 수가 증가하기 시작하더니, 2000년대에서는 과반이 남녀공학으로 변하면서 단성교육은 일부지역에서만 존재하게 되었다. 게다가 2020년대 들어서는 저출산으로 인한 학령인구 감소로 인해 남녀공학으로 전환되는 학교가 많아지면서 단성교육을 실시하는 학교는 점차 줄어드는 추세이다.

### 미국
19세기까지는 단성교육이 일반적이였으나 이는 지역별로 편차가 있었다. 미국 북동부 뉴잉글랜드에서는 혼성교육을 실시하여, 여학생들이 전반적인 교육에 더 많이 참여할 수 있었다. 또한 초등교육과 함께 혼성교육도 급속히 확산되었다. 당시에는 고등교육, 대학과 종교학교에서의 단성교육이 보편적이였다.
1970년대까지 미국은 대중들이 남녀가 다르게 교육한다는 보편적인 생각을 가지고있었다.

### 이슬람권
이슬람교의 영향이 강한 아랍 사회에서는 단성교육이 일반적으로 공학은 드물다. 특히 사우디아라비아와 이란은 남녀 공학 학교가 단 하나도 없는 나라로 유명하다.

### 일본
일본에서는 대한민국과 마찬가지로 중학교와 고등학교까지는 남학교와 여학교 모두 있으나 매우 적으며 단성교육을 실시하는 소학교는 없다. 제2차 세계 대전 이후 연합군 최고사령부의 영향으로 대부분의 중학교와 고등학교는 혼성화되었다.

### 캐나다
캐나다에는 많은 단성학교가 존재한다. 그 중 특히 로마 가톨릭 종교학교가 단성학교의 비중이 높다.

## 같이 보기
- 혼성교육(mixed-sex education/coeducation)